# 임플란트 주위염

담배를 많이 피우는 사람이 임플란트한지 2년 후 및 7년 후의 방사선 사진. 임플란트 주위염으로 인해 뼈가 점차 소실되고 있는 모습을 보여주고 있다.

임플란트 주위염(-周圍炎, peri-implantitis)은 덴탈임플란트 주위의 부드럽고 딱딱한 조직에 영향을 미치는 파괴적 염증이다. 문제가 되는 임플란트(임플란트 주위염에 영향을 받는)들 주위에서 볼 수 있는 치주 병원균의 배열은 다양한 형태의 치주 질환과 연관된 것들과 매우 비슷하다. 복합 임플란트(compound implant, 2단계 임플란트)의 경우 실제 임플란트와 상부 구조(지대치) 사이에 틈과 구멍이 있어서 이 안으로 세균이 구강 침투할 수 있다. 나중에 이 병균들은 관련 조직으로 돌아와서 임플란트 주위염을 발병시킨다.

## 치료
치료에는 죽은 조직의 제거, 항생제, 치과 위생 개선을 포함할 수 있다. 여기에는 구강청결제와 클로르헥시딘을 통한 세정이 포함될 수 있다. 치료 방법 이외에도 임플란트 주위염 대처법으로 간편하게 대응할 수도 있습니다.